# Narziß Krebs
Narziß Krebs (geb. vor 1535; gest. nach 1536) war ein deutscher Baumeister, der in Augsburg lebte. Er wirkte in der ersten Hälfte des 16. Jahrhunderts.

## Bauwerke
- 1535/36: Erweiterung des Schlosses Mickhausen und Neubau der Schlosskapelle Maria von Loreto
- Schloss Friedberg, Bauleitung